# Нагороди Грузії

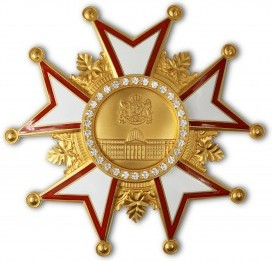
Орден Досконалості

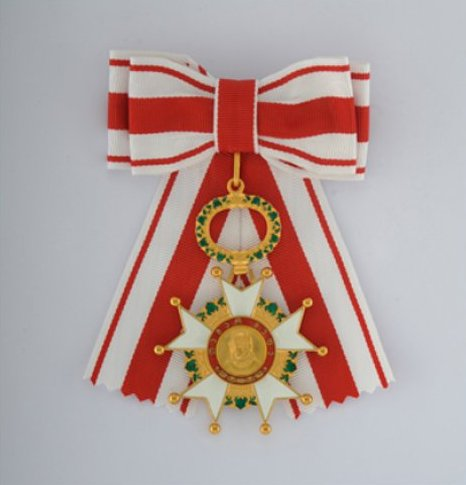
Орден Цариці Тамари

Нагороди Грузії — сукупність державних та відомчих орденів, медалей, хрестів, відзнак, премій Республіки Грузія.

## Історія
Система державних нагород незалежної Грузії почала складатися в 1992 році, коли законом «Про заснування державних нагород Грузії» було засновано два загальногромадянські ордени, Давида Агмашенебелі та Честі, та військовий орден Вахтанга Горгасала. У 1998 році було засновано орден Золотого руна для нагородження іноземних громадян.
Подальше розширення нагородної системи Грузії відбувалося 2004 року, коли було засновано орден Перемоги ім. Св. Георгія та найвищий ступінь відзнаки — звання Національного героя Грузії, і в 2009 році, коли було засновано відразу три нові ордени — Цариці Тамари (виключно для жінок), Сяйво та Св. Миколая.
Також у системі державних нагород Грузії існують три медалі: «За військову відвагу», «За військові заслуги» та Честі.
Подання до державних нагород Грузії можливе лише за конкретні заслуги. Не допускається нагородження за вислугу років або до ювілейної дати.
Клопотати про нагородження державними нагородами Грузії можуть установи, в яких працюють особи, що нагороджуються, або органи на підвідомчій території яких вони проживають. Клопотання про нагородження осіб, які проживають за кордоном, здійснюється у Міністерстві закордонних справ Грузії. Подання до нагород, за клопотанням, здійснюють керівники державних органів, від голови Парламенту Грузії та прем'єр-міністра, до мера Тбілісі або керівників юридичної особи публічного права, заснованого на державній власності. Нагородні листи подаються на розгляд до Адміністрації Президента Грузії, звідки надходять на підпис президента. Також президент може здійснити нагородження на власний розсуд.
Передбачено посмертне нагородження державними нагородами Грузії.
31 липня 2009 року було затверджено «Положення про державні нагороди Грузії — ордени та медалі», яким зафіксовано нинішній стан системи державних нагород Грузії.
Громадяни Грузії, нагороджені державними нагородами, мають право одноразові грошові премії. Так, удостоєним званням Національного героя вручається премія у розмірі 500 мінімальних заробітних плат, а кавалеру ордена Честі — 20 мінімальних заробітних плат. Кавалери орденів Давида Будівельника та Вахтанга Горгасалі користуються правом безкоштовного проїзду в громадському транспорті та безкоштовного обов'язкового медичного страхування.

## Позбавлення державних нагород
Позбавлення державної нагороди може бути здійснене лише за рішенням президента Грузії, за випадки образливої поведінки нагородженої стосовно нагороди або у разі скоєння злочину, передбаченого Кримінальним кодексом Грузії.

## Зовнішній вигляд
Зовнішній вигляд перших нагород Грузії оформлений із використанням традиційних грузинських орнаментів. Ескізи орденів і медалей, започаткованих у 1992 році, створені в 1993 році заслуженим діячем мистецтв Грузії художником Еміром Бурджанадзе та заслуженим архітектором Грузії художником-дизайнером Георгієм Авсаджанішвілі. Ескіз ордена Золотого руна створено у 1997 році художником Мамукою Гонгадзе та геральдистом Мамукою Цуріуміа. Згодом намітився відхід традиційного грузинського медальєрного мистецтва. В оформленні нагород, започаткованих у 2009 році, простежується вплив західноєвропейської фалеристики.

## Державні нагороди
Державні нагороди Грузії у порядку взаємного старшинства:
| Стрічка | Нагорода                                                            | Дата започаткування | Підстави нагородження |
| ------- | ------------------------------------------------------------------- | ------------------- | --- |
|         | Звання «Національний герой Грузії» Орден Національного героя Грузії | 24 червня 2004      | «За особливі, видатні героїчні дії». |
|         | Орден Перемоги імені Святого Георгія                                | 24 червня 2004      | «За особливий внесок у перемоги, досягнуті для Грузії». |
|         | Орден Давида Будівельника                                           | 24 грудня 1992      | «За величезні заслуги перед народом Грузії, значний особистий внесок у справу боротьби за державну незалежність та відродження Грузії, консолідацію суспільства, розвиток демократії». |
|         | Орден Цариці Тамари                                                 | 31 липня 2009       | «За визначні заслуги перед країною та народом, за визначну державну чи громадську діяльність». |
| —       | Орден Досконалості                                                  | 31 липня 2009       | «За видатні заслуги у культурі, освіті, науці, мистецтві, спорті та інших галузях та перед Грузією». |
|         | Орден Святого Миколая                                               | 31 липня 2009       | «За благодійність, безкорисливе служіння країні та народу». |
|         | Орден Золотого руна                                                 | 26 червня 1998      | «За особливий внесок у справу будівництва грузинської держави, захисту інтересів національної безпеки, суверенітету та територіальної цілісності, формування демократичного та вільного суспільства, встановлення двосторонньо корисних відносин із зарубіжними країнами та міжнародними організаціями, захисту прав громадян Грузії, які живуть за кордоном, популяризації грузинської культури, розвитку грузинської науки та мистецтва». |
|         | Орден Вахтанга Горгасалі                                            | 24 грудня 1992      | «Нагороджуються військовослужбовці Грузії, які виявили героїчну стійкість і відвагу в боротьбі за захист Батьківщини та її єдності, умілим керівництвом забезпечили успіх військових частин та підрозділів, що розробили та здійснили військові операції». |
|         | Орден Честі                                                         | 24 грудня 1992      | «За особливий особистий внесок у будівництво незалежної грузинської держави — зміцнення управління, оборони, законності та правопорядку в галузях народного господарства, охорони здоров'я, науки, освіти, культури, літератури, мистецтва, за спортивні досягнення, героїзм та стійкість». |
|         | Медаль «За військову відвагу»                                       | 24 грудня 1992      | «За особисту мужність, виявлену при захисті батьківщини та виконання військового обов'язку, доблесть та відважні дії». |
|         | Медаль «За військові заслуги»                                       | 24 грудня 1992      | «За особливі особисті заслуги у справі захисту та забезпечення єдності Батьківщини». |
|         | Медаль Пошани                                                       | 24 грудня 1992      | «За особливий внесок у справу відродження Грузії та гідне служіння». |